# Pierre-François Péron
Pierre-François Péron, né le 6 février 1769 à Lambézellec (Finistère) et mort le 25 octobre 1846 à Luynes, est un marin français.

## Biographie
Après avoir embarqué à 14 ans, Pierre-François Péron fait de nombreux voyages comme matelot puis comme officier dans l'Océan Indien et aux Antilles (commerce d'armes et d'esclaves). Entre septembre 1792 et décembre 1795, il séjourne 40 mois sur l'île Saint-Paul - qu'il confond d'ailleurs avec l'île Amsterdam -, avec quatre autres marins pour chasser les phoques. Il voyage ensuite en Australie, Amérique du Nord puis en Chine et rentre définitivement en France en 1802 où il publie ses mémoires (plusieurs fois réédités). En 1826, il est maire adjoint de la ville de Saumur.
Un timbre à son effigie a été publié pour les T.A.A.F. en 2021 par La Poste.